# Виноградовка (Болградски район)
Виноградовка (на украински: Виноградівка, на руски: Виноградовка) е село в Украйна, разположено в Болградски район, Одеска област. Населението на селото през 2001 година е 1629 души, предимно българи.

## История
Селото възниква през 1830 г. на мястото на татарско поселение. В него се настаняват украински крепостници и безимотни молдовски стопани. Смята се, че първите български заселници са дошли от днешното село Ботево, Ямболско, (старо наименоване Чумлекьой, чието име носи до 1946 г.) и от България. Името Чумлекьой в превод от турски означава „селото на грънчарите“. До към 30-те години на ХХ век чумлекьовци изработват и продават грънци на пазарите в Болград, Тарутино, Одеса.

## Стопанство
В селото функционират едно голямо селскостопанско предприятие и две по-малки, които обединяват дяловете земя както на местните жители, така и на жители от съседните села.
Действат три селскостопански предприятия (кооперации). Едното от тях е Крестянско фермерското хазайство „Свиточ“. То е възникнало като приемственик на колхоза, наследявайки част от сградния му фонд.

## Култура и образование
Има средно училище с около 400 ученика, Дом на културата с етнографски музей, салон, две библиотеки, има и участъкова болница с 35 легла, амбулатория, детска градина за 115 деца, шест магазина, стадион.
Културният дом развива богата дейност. Има фолклорен състав за народни песни и танци, хор, клуб за български обичаи и др. Този тип музеи в културните домове и училищата са обект на специална държавна политика, като от година и половина се отпускат пари към районите да се поддържат музеи в селищата. В тях се излагат и представят преди всичко етнографски материали, но също и спомени за войната, документи и снимките от колхозите. Те съхраняват историята на селището, написана и предоставена от местния краевед, най-често неиздавана. Днес в селския и училищния музей може да се видят фрагменти от грънчарството в с. Виноградовка.
Църквата в селото има подобна история като повечето храмове в региона. През 60-те години той е бил превърнат в дом на културата. Куполът е зазидан от таван, а на мястото на олтара е имало сцена. Свещеникът е украинец, който работи в селото от 15 г., непосредствено от възстановяването на храма. За разлика от някои съседни села, той се стреми да възстанови храма бавно, но със средства от населението, а не на спонсори.

## Личности

### Родени във Виноградовка
- Димитър Киранов (1859 – 1934), български лекар, военен деец; генерал-майор
- Петър Груев (1855 – 1942), български военен деец; генерал-лейтенант
- Карастоянов Сава Захариев (25.03.1863 – 06.01.1923), български военен деец; полковник, служи в 8 пехотна дружина и 7 пехотен полк.
- Карастоянов Стефан Савов (1.02. 1864 – ?), български военен деец, майор, служи в 2 и 5 артилерийски полк.